# Džochar Dudajev
Džochar Musajevič Dudajev (15. února 1944 Jalchoroj, Čečensko – 21. dubna 1996 Gechi-Ču, Čečensko) byl čečenský politik, první prezident Čečenské republiky Ičkerie.

## Biografie

### Dětství
Byl nejmladším ze třinácti dětí Musy a Rabiaty Dudajevových. Přesné datum jeho narození není známo, protože při deportaci se ztratily všechny doklady a kvůli velkému počtu dětí si rodiče nepamatovali přesná data narození všech dětí. Podle některých zdrojů se narodil v roce 1943 a ne v roce 1944, jak je nejčastěji udáváno.
Dětství prožil v Kazachstánu, kam byla jeho rodina vystěhována z Čečensko-Ingušské autonomní sovětské socialistické republiky, v rámci násilného vystěhování kavkazských etnik nařízeného Josifem Stalinem po druhé světové válce. Jeho rodina se do Čečny vrátila v jeho třinácti letech, roku 1957.

### Vojenská kariéra
V roce 1966 absolvoval vojenskou pilotní školu a roku 1974 prestižní Gagarinovu leteckou akademii. Roku 1968 vstoupil do Komunistické strany Sovětského svazu. Nakonec se stal generálmajorem letectva, prvním sovětským generálem čečenské národnosti v historii. Zúčastnil se mimo jiné války v Afghánistánu, jeho zásahy proti muslimským bojovníkům mu jeho oponenti často později připomínali, když se sám přihlásil k islámu. V roce 1987 se stal velitelem letecké základny v estonském Tartu, svým vlažným přístupem k rostoucímu estonskému nacionalismu významně přispěl k procesu odchodu Estonska z SSSR. Ze sovětské armády odešel roku 1990 a vrátil se do Čečenska.

### Separatistickým prezidentem
Vstoupil do místní politiky a byl zvolen předsedou Všenárodního kongresu čečenského lidu, opoziční politické strany, která začala požadovat samostatnost Čečenska. Roku 1991 se začal Sovětský svaz rozpadat. Dudajevova strana se pokusila využít situace, vytvořila ozbrojenou skupinu, a ta pod Dudajevovým velením 6. září 1991 zaútočila na sídlo nejvyššího sovětu Čečensko-Ingušské autonomní sovětské socialistické republiky, který v té době řídil komunistický politik Dodu Zavgajev. Dudajev sovět rozehnal a převzal moc v zemi. Vyhlásil nový stát: Čečenskou republiku Ičkerie a v referendu z října 1991, hodnoceném často jako sporné, se nechal potvrdit jako prezident tohoto nově vzniklého státního útvaru. Nový stát uznala ovšem jen Gruzie, ostatní země respektovaly postoj Ruska, které Čečensko dál považovalo za své území. Roku 1992 se stát rozdělil (oddělilo se Ingušsko), roku 1993 Dudajev vyhlásil plnou státní nezávislost, začal tisknout vlastní měnu, zakázal výuku ruštiny na školách a čečenština přešla z cyrilice na latinku. Zemí začaly zmítat obrovské ekonomické problémy a kriminalita, což vedlo opozici k pokusu Dudajeva sesadit vypsáním referenda. Ten reagoval rozpuštěním parlamentu.

### První čečenská válka
Rusko se pokusilo využít vnitřního rozvratu a 1. prosince 1994 zahájilo leteckým bombardováním Grozného útok, čímž začala první čečenská válka. 11. prosince ruská vojska vstoupila do Čečny. Dudajev se stáhl z Grozného, pokračoval však v bojích i v roce 1995, jeho základnou bylo především město Vedeno. Roku 1996 však již čečenský odpor představoval spíše partyzánskou válku, zejména poté, co v dubnu 1996 byl ruskou raketou zabit i sám Dudajev.

## Příbuzenstvo
Dudajevova dcera se provdala za čečenského polního velitele Salmana Radujeva.